# Новая Отрадовка
Но́вая Отра́довка (баш. Яңы Отрада) — село в Стерлитамакском районе Республики Башкортостан Российской Федерации. Административный центр Отрадовского сельсовета.  Согласно переписи 2020 года население составляло 1929 человек.

## География
Село находится на берегу реки Стерля, на Стерлибашевском тракте, рядом с юго-западной границей городского округа город Стерлитамак.

### Географическое положение
Расстояние до:
- районного центра (Стерлитамак): 5 км,
- ближайшей ж/д станции (Стерлитамак): 5 км.

## Население
| 2002 | 2009  | 2010  |
| ---- | ----- | ----- |
| 916  | ↗1213 | ↗1242 |

### Национальный состав
Согласно переписи 2002 года, преобладающая национальность — русские (44 %).

## Улицы
| - ул. Аксакова, - ул. Весенняя, - ул. Горького, - ул. Королёва, - ул. Космонавтов, - ул. Луговая, | - ул. Мариинская, - ул. Матросова, - ул. Машкина, - ул. Мира, - ул. Придорожная, - ул. Речная, | - ул. Солнечная, - ул. Стерлибашевский тракт, - ул. Стерлинская, - ул. Утренняя, - ул. Чехова, - ул. Школьная. |

## Религия
В селе есть мечеть «Марьям».